# 布魯滕 (明尼蘇達州)
布魯滕（英語：Brooten）是一個位於美國明尼蘇達州波普縣及斯特恩斯縣的城市。

## 人口
根據2020年美國人口普查的數據，布魯滕的面積為4.11平方千米，皆為陸地。當地共有人口626人，而人口密度為每平方千米152人。